# 1. Liga (Tschechoslowakei) 1981/82
Die Spielzeit 1981/82 der 1. Liga  war die 39. reguläre Austragung der höchsten Eishockeyspielklasse der Tschechoslowakei. Mit 74 Punkten setzte sich der Armeesportklub Dukla Jihlava durch. Für die Mannschaft war es ihr insgesamt achter tschechoslowakischer Meistertitel.

## Modus
Wie in der Vorsaison wurde die Liga mit zwölf Mannschaften ausgespielt. Da jede Mannschaft gegen jeden Gruppengegner je zwei Heim- und Auswärtsspiele austrug, betrug die Gesamtanzahl der Spiele pro Mannschaft 44 Spiele. Meister wurde der Gewinner der Hauptrunde. Der Tabellenletzte stieg direkt in die jeweilige Landesmeisterschaft ab.

## Tabelle
| Pl. | Team                   | Sp. | S  | S n. V. | N n. V. | N  | Torv.   | Pkt. |
| --- | ---------------------- | --- | -- | ------- | ------- | -- | ------- | ---- |
| 1.  | Dukla Jihlava          | 44  | 35 | 2       | 3       | 4  | 179:89  | 74   |
| 2.  | Poldi SONP Kladno      | 44  | 27 | 4       | 5       | 8  | 174:134 | 62   |
| 3.  | CHZ Litvínov           | 44  | 23 | 2       | 3       | 16 | 205:167 | 50   |
| 4.  | TJ Vítkovice           | 44  | 18 | 6       | 4       | 16 | 179:151 | 48   |
| 5.  | Tesla Pardubice        | 44  | 17 | 3       | 1       | 23 | 183:169 | 40   |
| 6.  | Motor České Budějovice | 44  | 18 | 2       | 5       | 19 | 145:145 | 40   |
| 7.  | Spartak ČKD Prag       | 44  | 15 | 5       | 3       | 21 | 129:151 | 40   |
| 8.  | VSŽ Košice             | 44  | 16 | 4       | 2       | 22 | 150:197 | 40   |
| 9.  | TJ Gottwaldov          | 44  | 13 | 4       | 5       | 22 | 119:135 | 34   |
| 10. | Zetor Brno             | 44  | 13 | 4       | 1       | 26 | 123:174 | 34   |
| 11. | TJ Škoda Plzeň         | 44  | 14 | 3       | 3       | 24 | 128:181 | 34   |
| 12. | Dukla Trenčín          | 44  | 15 | 1       | 5       | 23 | 133:154 | 32   |

## Topscorer
Bester Torschütze der Liga wurde Igor Liba von VSŽ Košice, der in 44 Spielen insgesamt 35 Tore erzielte.
| Pl. | Name              | Team            | Spiele | Tore | Assists | Punkte |
| --- | ----------------- | --------------- | ------ | ---- | ------- | ------ |
| 1.  | Milan Nový        | SONP Kladno     | 44     | 29   | 38      | 67     |
| 2.  | Jaroslav Vlk      | TJ Vítkovice    | 38     | 21   | 33      | 54     |
| 3.  | Igor Liba         | VSŽ Košice      | 44     | 35   | 18      | 53     |
| 4.  | Jindřich Kokrment | CHZ Litvínov    | 43     | 22   | 31      | 53     |
| 5.  | František Černík  | TJ Vítkovice    | 41     | 28   | 23      | 51     |
| 6.  | Jiří Lála         | Dukla Jihlava   | 42     | 24   | 26      | 50     |
| 7.  | Vladimír Růžička  | CHZ Litvínov    | 44     | 27   | 22      | 49     |
| 8.  | Miloš Říha        | TJ Vítkovice    | 40     | 24   | 19      | 43     |
| 9.  | Jiří Šejba        | Tesla Pardubice | 40     | 24   | 18      | 42     |
| 10. | František Černý   | TJ Škoda Plzeň  | 42     | 25   | 16      | 41     |

## Meistermannschaft von Dukla Jihlava
| Logo | Torhüter      | Jiří Králík, Steklík |
| Logo | Abwehrspieler | Milan Chalupa, Jaroslav Benák, Radoslav Svoboda, Eduard Uvíra, Adamík, Karel Horáček                                                                                 |
| Logo | Stürmer       | Jiří Lála, Ján Vodila, Josef Augusta, Vincent Lukáč, Kupec, František Výborný, Oldřich Válek, G. Žák, Antonín Micka, M. Novák, Jindřich Micka, Klapka, Kořený, Razým |
| Logo | Trainer       | Jaroslav Pitner, Stanislav Neveselý |

## 1. Liga-Qualifikation
- Meochema Přerov – Slovan CHZJD Bratislava 0:3 (4:7, 1:10, 1:7)

## Auszeichnungen
Quelle: hokej.snt.cz
- Zlatá hokejka: Milan Nový (Kladno)
- Top TIPu:
  - Bester Torhüter: Jiří Králík (Dukla Jihlava)
  - Bester Verteidiger: Miroslav Dvořák (České Budějovice)
  - Bester Stürmer:  Milan Nový (Kladno)